# Trouser-word
Als trouser-word wird in der Sprachphilosophie John Langshaw Austins ein Begriff bezeichnet, der nicht selbst inhaltlich definiert ist, sondern nur durch den Kontrast zu seiner Negation eine Bedeutung erhält.
Nach Austin sind Begriffe üblicherweise durch eigene Kriterien definiert. Um zu wissen, was es bedeutet, dass etwas X ist (oder ein X ist), muss man die Kriterien dafür kennen. Erst mit diesem Wissen kann man sagen, wann etwas nicht X (oder kein X) ist. Bei trouser-words verhält es sich genau umgekehrt: Etwas ist dann Y, wenn es keines der Kriterien erfüllt, nicht Y zu sein. Typische Beispiele sind für Austin real und directly. Ohne z. B. zu wissen, was es bedeuten soll, dass etwas keine echte Ente ist, gibt es auch keinen inhaltlichen Unterschied zwischen den Bezeichnungen eine Ente und eine echte Ente. Erst im Kontext z. B. einer Spielzeugente oder eines Bildes einer Ente ergibt das Prädikat echt eine Bedeutung, wobei diese je nach der kontextabhängigen Definition einer unechten Ente unterschiedlich ist.